# 專門圖書館
專門圖書館是蒐集專門主題的資料的圖書館或資料中心。其主要的宗旨是，同時透過各種媒介和方法，為特定的讀者提供服務。大學中的科系圖書館、公共圖書館中的特殊主題部門，乃至國會圖書館，都可視為專門圖書館。

## 專門圖書館的定義
美國專門圖書館協會為專門圖書館下的定義是「專門圖書館乃是私人、公司、會社、政府機關或其他任何團體所設置之圖書館或資料中心。其主要的宗旨是蒐集專門主題的資料，同時透過各種媒介和方法，為特定的讀者提供服務；大學中的科系圖書館、公共圖書館中的特殊主題部門，乃至國會圖書館，都可視為專門圖書館。」
專門圖書館依照<圖書館法>第4條規定，係指由政府機關（構）、個人、法人或團體所設立，以所屬人員或特定人士為主要服務對象，蒐集特定主題或類型圖書資訊，提供專門性資訊服務之圖書館。
由此可知專門圖書館之設置大多依附於機關團體，或是服務特定對象的圖書館。

## 專門圖書館的功能
專門圖書館的功能是針對服務機構和特定對象的需要，蒐集、整理有關的各種最新資料，以主動、迅速方式提供讀者有效利用。而專門圖書館設置的目的，則如它的創始者萊普（John A. Lapp）先生於西元1916年說的：「將知識運用在業務中"putting knowledge to work"。」，美國專門圖書館協會將之作為專門圖書館的座右銘，由此可知專門圖書館係以蒐集特定主題的圖書資料，運用新知，開拓業務，促進研究發展為目的。

## 專門圖書館的館藏
專門圖書館的館藏有別於其他類型的圖書館，是經過特別的選擇，針對特定的主題，及與主題相關的各種圖書資料，且具有特殊的性質和形態。
所謂特殊的性質是指蒐藏的資料不以圖書為重，而以期刊、研究論文、報告、小冊子和電腦資料為館藏主題；特殊的型態，是指專門收集某種型態的圖書資料而言，例如專門蒐集地圖、盲人的點字圖書或視聽資料等。

## 專門圖書館的分類
根據國家圖書館「台閩地區圖書館暨資料單位名錄」資料庫之分類，專門圖書館（含資料中心）計分為政府機關議會圖書館、研究機構圖書館、公營事業機構圖書館、民營事業機構圖書館、軍事機關圖書館、大眾傳播機構圖書館、醫院圖書館、民眾團體圖書館、宗教團體圖書館、其他圖書館等10類。

### 政府機關議會圖書館
這類圖書館均隸屬於政府各級機關及各級議會，其館藏範圍以所隸屬之母機關職能為主，其主要功能再提供本機關人員決策及工作之參考研究資料。
政府機關議會圖書館的種類繁多，國內政府機關如行政、立法、司法、考試、監察五院及行政院所屬各部會，北、高二院轄市，本身皆設有圖書館，而行政院所屬各部會下、北高二市所屬各下屬機構業務多屬專門，如交通部的郵電、鐵路、運輸等圖書館屬於交通類，財政部財稅資料中心、稅務局、台北市國稅局圖書室屬於財稅類；行政院農業委員會圖書室、農、林、水產實驗所、養豬、養蠶研究所或改良場等圖書室屬於農業；國立故宮博物院圖書館、美術館資料中心、台北市立美術館圖書室、國家兩廳院表演藝術圖書館、國立歷史博物館圖書室、國立自然科學博物館資料組圖書室、博物館資料室、台南縣歷史文物館附設圖書室等藝術、博物館圖書館亦可屬於文化教育類；中央研究院所屬各研究所圖書館依其研究領域分屬不同類型；立法院、議會秘書處、台北市議會秘書處等國會與議會圖書館；行政院國家科學委員會科學技術資料中心、行政院同步輻射研究中心圖書館、經濟部科技顧問是圖書資料室等屬科技類，種類繁多，性質各異，藍乾章教授在「二十五年來的專門圖書館」一文中，將專門圖書館依其所屬機構與館藏性質分為政府機關、工業、商業、醫藥、農業、交通、科學與技術、文化教育八類。

#### 中央研究院圖書館
中央研究院為全國最高研究機構，全院有二十個大小型圖書館，分別隸屬於生物醫學研究所、原子分子科學研究所、分子生物學研究所、數學研究所、化學研究所、物理研究所、地球科學研究所、資訊科學研究所、植物研究所、動物研究所、生物化學研究所、歷史語言研究所、民族學研究所、近代史研究所、經濟研究所、歐美文化研究所、中山人文科學研究所、統計科學研究所、中國文哲研究所、台灣史研究所及計算機中心，以支援學術研究工作，依研究領域可區分為生命科學、自然科學及人文社會科學等三方面，研究性質各不相同，因此各圖書館在各所獨立的行政體系運作之下，各自獨立，互不隸屬，及人力、經費及採編、流通等業務，皆自行處理，甚至各館採用的編目規則及圖書分類法都不相同，可視為20所專門圖書館。
現有人文各所(處、中心)圖書館中，以民國49年得美援資助所建立的傅斯年圖書館館舍為最早。迄95年底，該院人文社會科學聯合圖書館整併完成後，依研究領域區分，人文組有9館、數理組9館及生命科學組1館(即指生命科學圖書館)。

#### 捷運工程局技術發展處圖資室
源起
台北都會區大眾捷運系統工程建設之推動開始於民國64年，至民國75年4月行政院核定初期路網，同年6月27日捷運局籌備處成立，並於民國76年2月23日改制，捷運工程局正式成立，為台北市政府之一級機關，依中華民國現行法制，為一臨時性之派用機關。因單負之工程建設任務艱鉅，為應業務需要，初期本部內設五處、一中心、六室等十二單位，圖資室以其業務性質區分，隸屬於資訊中心（自92年9月起經銓敘部核定，組織編制修訂改稱技術發展處）。於成立之初，此圖資室即定位為捷運專業圖書館，蒐集資料範圍為與捷運工程相關資訊，目前館藏內容包括圖書、期刊、視聽資料等。
核心館藏
此圖資室為之元台北都會區捷運系統工程建設相關之研究與作業，發展館藏特色，以台北、高雄及世界各國捷運、軌道運輸資料為核心館藏，舉凡與此主題相關之各式資料均為圖資室優先蒐羅對象，經歷年計畫性購置，圖資室現擁有國內較完整之詹氏年鑑（Jane's Urban Transportation）館藏（自民國76年至93年版本），另因局內各單位配合，圖資室收集眾多局內歷年出版品：捷運研討會論文集、各土木、機電訓練專班教材、同仁技術移轉成果、出國報告、委託研究報告、工程檢查報告、台北捷運各線（完工總報告、地質調查報告、環境影響評估）、聯合開發資料均為圖資室之特藏，由於極具參考價值，故國內各相關大專院校師生、顧問公司參閱者眾，未來本特藏將為數位化之優先目標。
館藏主軸-捷運、語言、資訊
未來，圖資室除將持續深化蒐集捷運相關資料，以貫徹捷運專業圖書館之理念外，另將配合捷運局發展員工第二專長之政策及人才多功能需求，提供員工另一專業進修及終身學習途徑，故在館藏發展上，除既定之捷運相關資料蒐集主題外，將另建立兩條主軸：分別為英語能力與資訊技能，以與捷運主題形成三角鼎立架構。並輔以管理、休旅、保健等次主題，提供員工多元化學習資源，以滿足員工對各類知識上之需求。

### 研究機構圖書館
這類圖書館均隸屬於各研究機構，其館藏範圍以所隸屬之母機構研究發展的方向為主，其主要功能在提供本機構研究人員參考資料。
研究機構圖書館中包括許多財團法人研究圖書館，即以其基金捐錢而成立之研究圖書館，向政府登記，以社會公益為主，非屬營利性質。
國內之財團法人研究圖書館如財團法人農業科學資料服務中心、財團法人資訊工業策進會資料服務中心、財團法人中華經濟研究張麗門紀念圖書館、財團法人台灣經濟研究所劉大中博士紀念圖書館等都頗具規模。其他如工業技術研究院所屬之化學工業、電子工業、能源與礦業、機械工業、工業材料等研究所均設有圖書館，以提供其研究人員研究發展、提升技術、改良材料所需的資料。

### 公營事業機構圖書館
這類圖書館均隸屬於政府各公營事業單位，其館藏範圍以所隸屬之母機構經營之事業為主，其主要功能在提供本機關人員決策及業務研究發展、改良技術、開發新產品之參考資料。
國內之公營事業機構圖書館大多為經濟部所屬公營單位，如台灣電力公司、中國石油公司、台鐵公司之圖書館均屬之。在機關主管的重視下已跳出傳統專門圖書館的經營方式，走上自動化之途對其母機構業務之提升與研究發展，影響甚鉅；但有些尚處於規模小、編制少，往往僅由一名僱員包辦所有館務，業務難以執行周全。

### 民營事業機構圖書館
這類圖書館均隸屬於私人機構，其館藏範圍以所隸屬之私人機構經營之企業為主，其主要功能在提供本機構業務發展及員工教育之參考資料。
民營事業機構圖書館完全屬於私人性質，目前商業甚為發達，不少私人企業的老闆非常重視其業務發展，及員工在職進修，紛紛成立圖書館，例如台泥公司、台塑公司、永豐餘造紙公司、中華電腦中心、理律法律事務所等，其用心值得肯定。

### 軍事機構圖書館
這類圖書館係指隸屬於國防部各軍事單位之圖書資料單位，而軍醫院圖書館則歸入醫院類型說明。此類型圖書館之館藏特色均以軍事、武器及工程類書刊為主，資料類型包括圖書、期刊、報紙、小冊子、縮影資料、錄影資料、錄音資料及地球儀等。
國內最早知軍事機構圖書館為設立於民國21年的聯勤單品鑑定測試處技術資料圖書館；而國防部圖書館之軍事及史政編譯叢書，頗為完備。

### 大眾傳播機構圖書館
這類圖書館係指隸屬於各大眾傳播機構之圖書資料單位，此類型圖書館之館藏特色均以報紙、廣播、電視等大眾傳播媒體資料為主。資料類型除了圖書、期刊外，以剪報、錄影帶、錄音帶、幻燈片、縮影捲片、唱片、影碟為主。

#### 台灣電視公司資訊中心資料組圖書室
電視是目前多元化社會中最重要的大眾傳播媒體，國內電視台中以台視成立最早，民國51年開播，民國55年新聞部下正式設資料組，以蒐集管理專門性的資料，72年擴大為視聽資料供應中心，73年再次改制為「資訊中心」，下設電腦組與資料組兩組，全面推動電腦化，全名為「台灣電視公司資訊中心資料組圖書室」，館藏資料分影部資料與文字資料兩部份。影部資料以影片、錄影帶為主；文字資料以剪報為主，圖書部分已朝影視專業圖書館方向規劃，雜誌以休閒性質為主。
在台視公司資訊中心資料組圖書室起帶頭作用下，中視與華視也跟進設立圖書資料中心，皆能把從傳統的資料管理改為電腦作業，並納入電腦管理，有了及時可用的專業參考資料，方能刺激國內的傳播事業更上層樓。

### 醫院圖書館
這類圖書館係隸屬於醫學院校、醫院、藥廠及醫學研究單位之圖書館，其館藏範圍是生物醫學及與醫學相關的書刊，以期刊與研究報告為多。主要功能在提供本醫學機構人員工作、教學、研究發展及醫療服務之參考資料。
因為醫學講求時效，重視新知，因此醫學圖書館的館藏資料特別重視具有時效性的期刊，舉凡防治疾病的最新理論或方法、新藥的合成與試驗結果的文章都能先在期刊上找到。除了傳統的書刊印刷資料外，錄影帶、幻燈片及錄音帶等視聽資料皆是蒐集重點。

### 民眾團體圖書館
這類圖書館係由民眾團體視需要設立之圖書館，其館藏範圍以所隸屬之民眾團體之職能為主，各有不同，種類繁多，其主要功能在提供該團體業務發展及工作之參考研究資料。
中華民國對外貿易發展協會之台北、台中、台南、高雄等地之貿易資料館均屬於民眾團體圖書館。中國國民黨中央黨史委員會孫逸仙博士圖書館、中國人權協會圖書研究室及陶聲洋防癌基金會閱覽室均屬之。其中孫逸仙博士圖書館收藏以中國現代史資料、黨史及總理總裁言行傳記為主，為一收藏豐富的黨政圖書館。

### 宗教團體圖書館
這類圖書館係由基督教、天主教及佛教等宗教團體所設立之圖書館，其館藏範圍大多數為與宗教經典、宗教人物、宗教活動等有關之書刊，其中有些並蒐藏珍善本、手稿及台灣史料，頗具參考價值。
位於陽明山仰德大道的台灣神學院圖書館成立於民國30年，是成立最早的宗教團體圖書館，院區環境清幽，花木扶疏，事前心境修，讀書作研究的好地方。

### 其他專門圖書館
這類圖書館如美國文化中心圖書館、學術交流基金會圖書室、法國在台協會圖書室、德國文化中心圖書館等均屬之。

## 台灣的專門圖書館發展現況
截至民國95年底止，「台閩地區圖書館暨資料單位名錄」資料庫紀錄顯示，台閩地區專門圖書館暨資料中心共計671所。各類型專門圖書館以政府機關議會圖書館所佔比例最高（29%），其次為醫院圖書館（24%），宗教團體圖書館則居第3（19%），大眾傳播機構圖書館與其他類型圖書館所佔比例最少，分別佔2%與1%。整體而言，95年度專門圖書館總數比94年度的652個增加了19所。